# ماريان ساستاد أوتيسين
ماريان ساستاد أوتيسين (بالنرويجية البوكمول: Marian Saastad Ottesen)‏ هي ممثلة نرويجية، ولدت في 24 نوفمبر 1976 في النرويج.

## أعمال

### أفلام
- (2013) هي[2][3]

## وصلات خارجية
- ماريان ساستاد أوتيسين على موقع IMDb (الإنجليزية)
- ماريان ساستاد أوتيسين على موقع قاعدة بيانات الأفلام العربية
- ماريان ساستاد أوتيسين على موقع ألو سيني (الفرنسية)
- ماريان ساستاد أوتيسين على موقع أول موفي (الإنجليزية)
- ماريان ساستاد أوتيسين على موقع قاعدة بيانات الأفلام السويدية (السويدية)
- ماريان ساستاد أوتيسين على موقع قاعدة بيانات الفيلم (الإنجليزية)
- ماريان ساستاد أوتيسين على موقع كينوبويسك (الروسية)